# Edmond Bellefroid

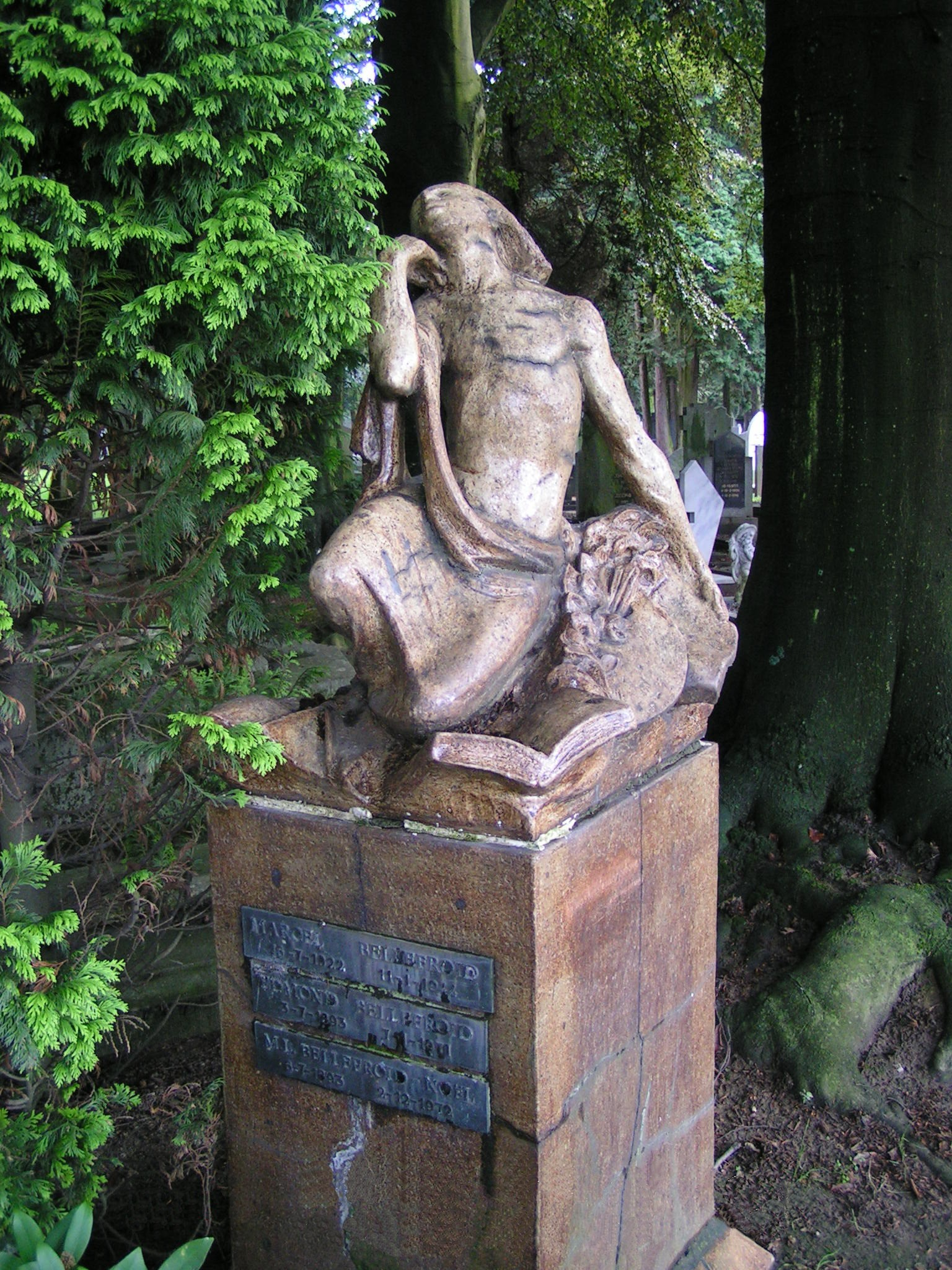
Grafmonument op de Algemene Begraafplaats Tongerseweg

Guillaume Marie Edmond Bellefroid (Maastricht, 3 juli 1893 – aldaar, 7 januari 1971) was een Nederlands kunstschilder, keramist en industrieel ontwerper. 
Tijdens zijn MULO-opleiding volgde hij de avondcursus op het Stadsteekeninstituut te Maastricht en een zondagcursus bij Rob Graafland. Vanaf 1910 volgde hij onderwijs op de École St. Luc in de Belgische stad Luik. Bellefroid sloot zich aan bij de groep jonge schilders rond Rob Graafland. Uit deze groep was in 1910 ook de Limburgsche Kunstkring ontstaan waar Edmond later ook deel van ging uitmaken. In 1918-1919 staat hij op de lijst van werkende leden, in 1923 wordt hij genoemd als aftredend bestuurslid. In de jaren 1920 was hij lid van de Bende van De Suisse, een groep kunstenaars en cultuurliefhebbers die regelmatig bij elkaar kwam in het Café Suisse aan het Vrijthof te Maastricht. 
Bellefroid woonde tot 1927 in Maastricht, verhuisde daarna naar Neerharen en keerde in 1933 terug in Maastricht. In de periode 1929-1946 was hij ontwerper van aardewerk serviezen bij De Sphinx te Maastricht, als opvolger van Willem Jacob Rozendaal. In 1949 stapte hij als industrieel ontwerper over naar concurrent Mosa. In 1938 ontwierp hij tevens een kristalservies voor Kristalunie.
Bellefroid gaf les aan de Stadsacademie, de voorloper van de Academie Beeldende Kunsten Maastricht. Volgens tijdgenoten was hij een autoritaire maar charismatische persoonlijkheid. Hij was ereburger van Maastricht en ridder in de Orde van Oranje-Nassau.

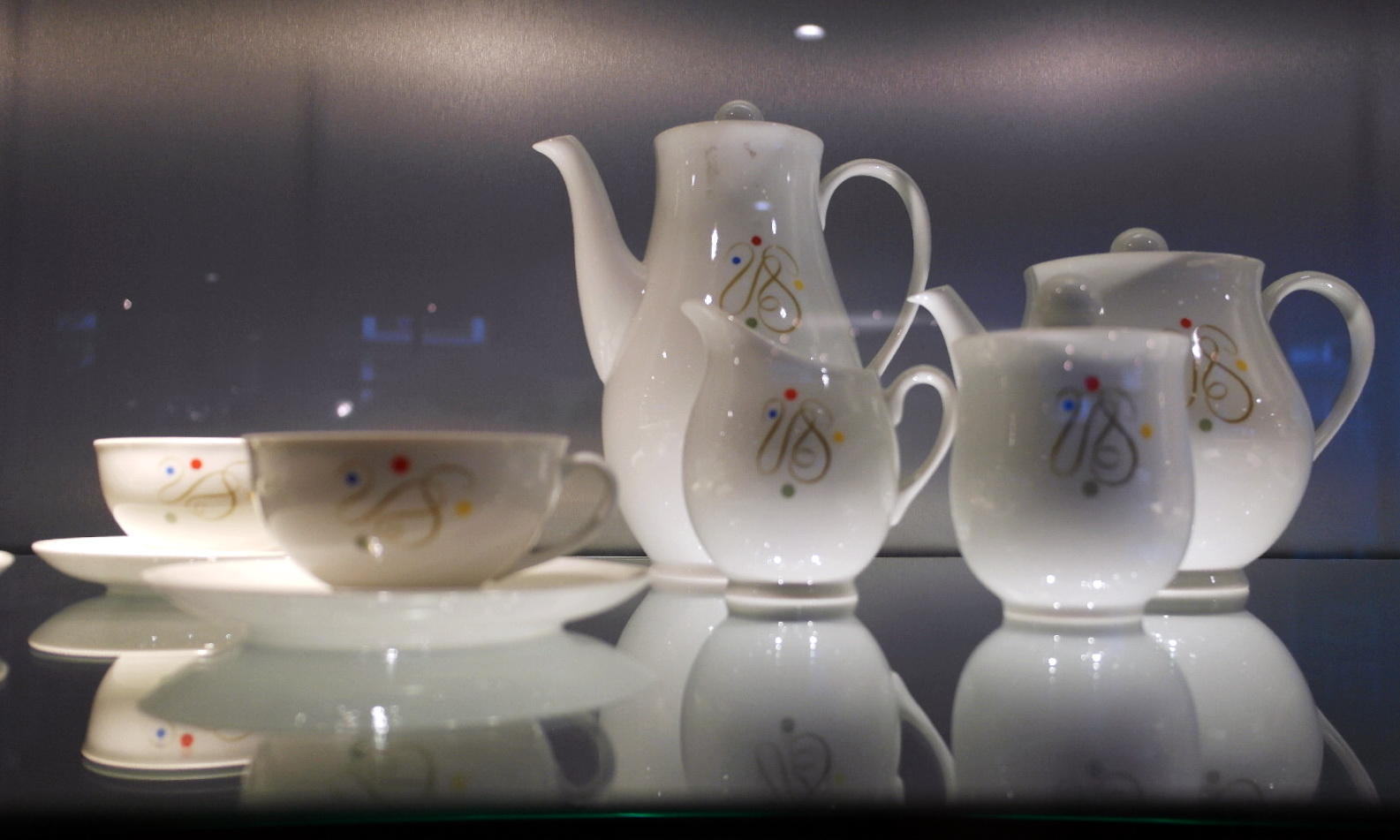
Servies Wilma, Mosa, 1958
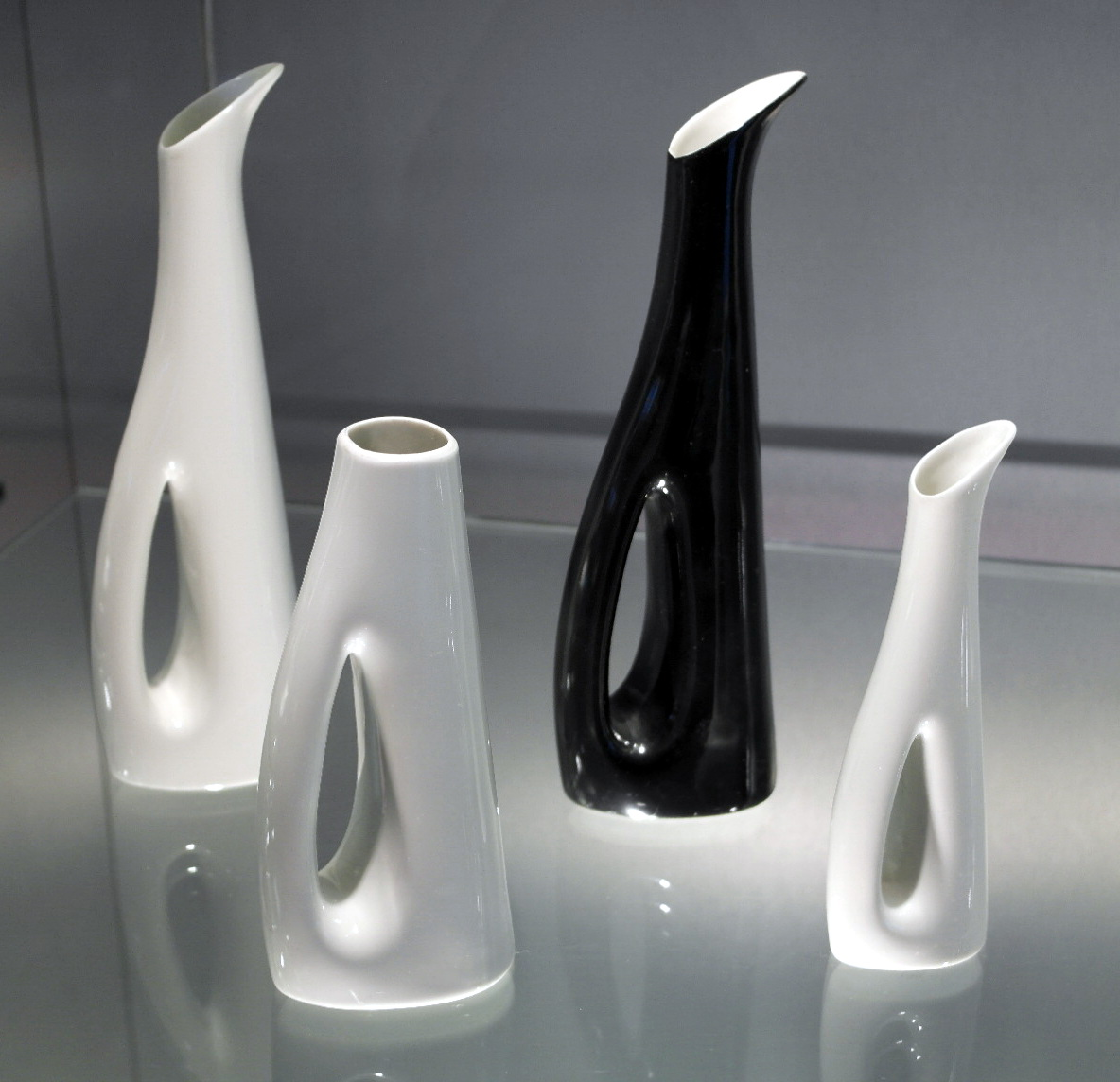
Vazen, Mosa, jaren 50
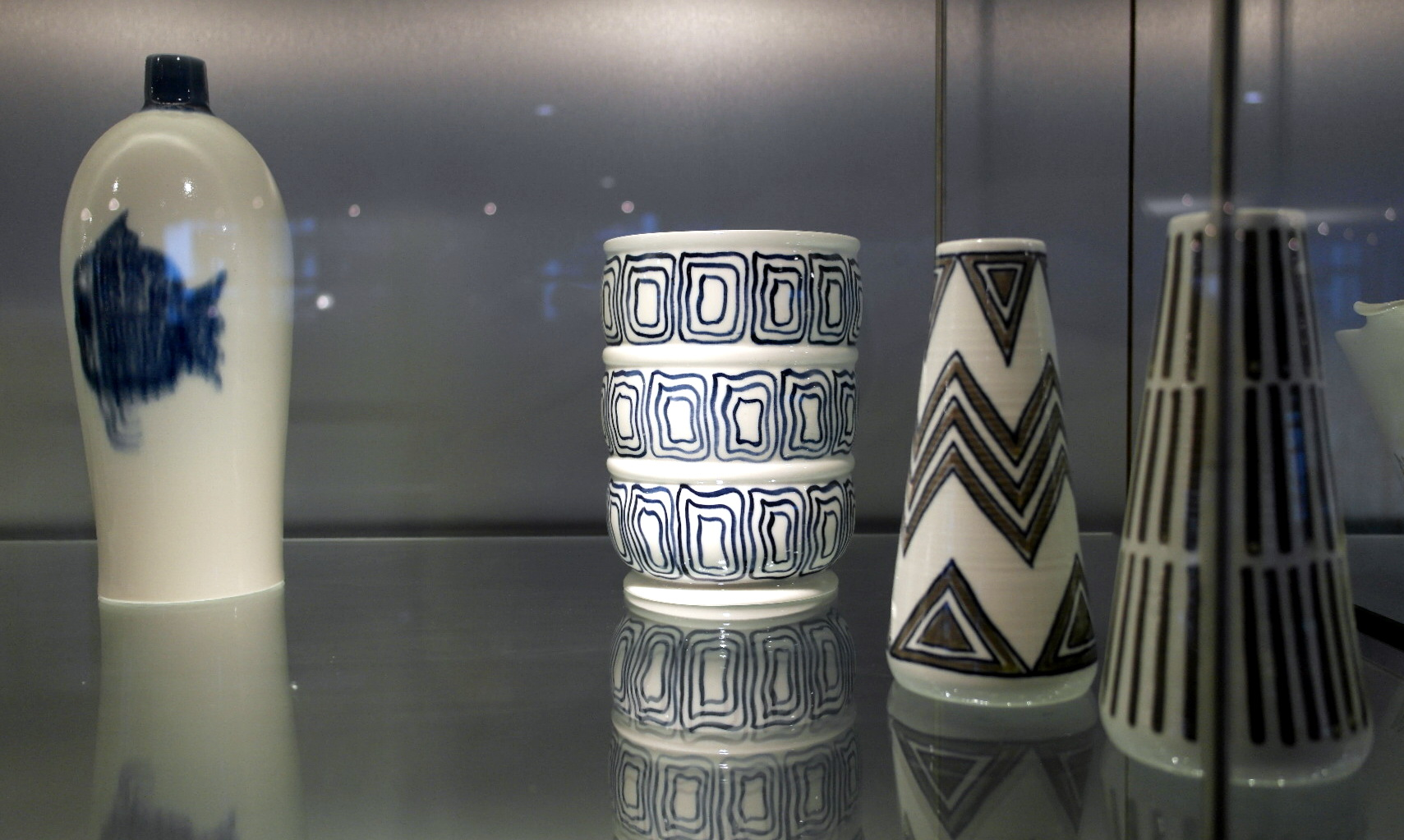
Vazen, Mosa, jaren 60
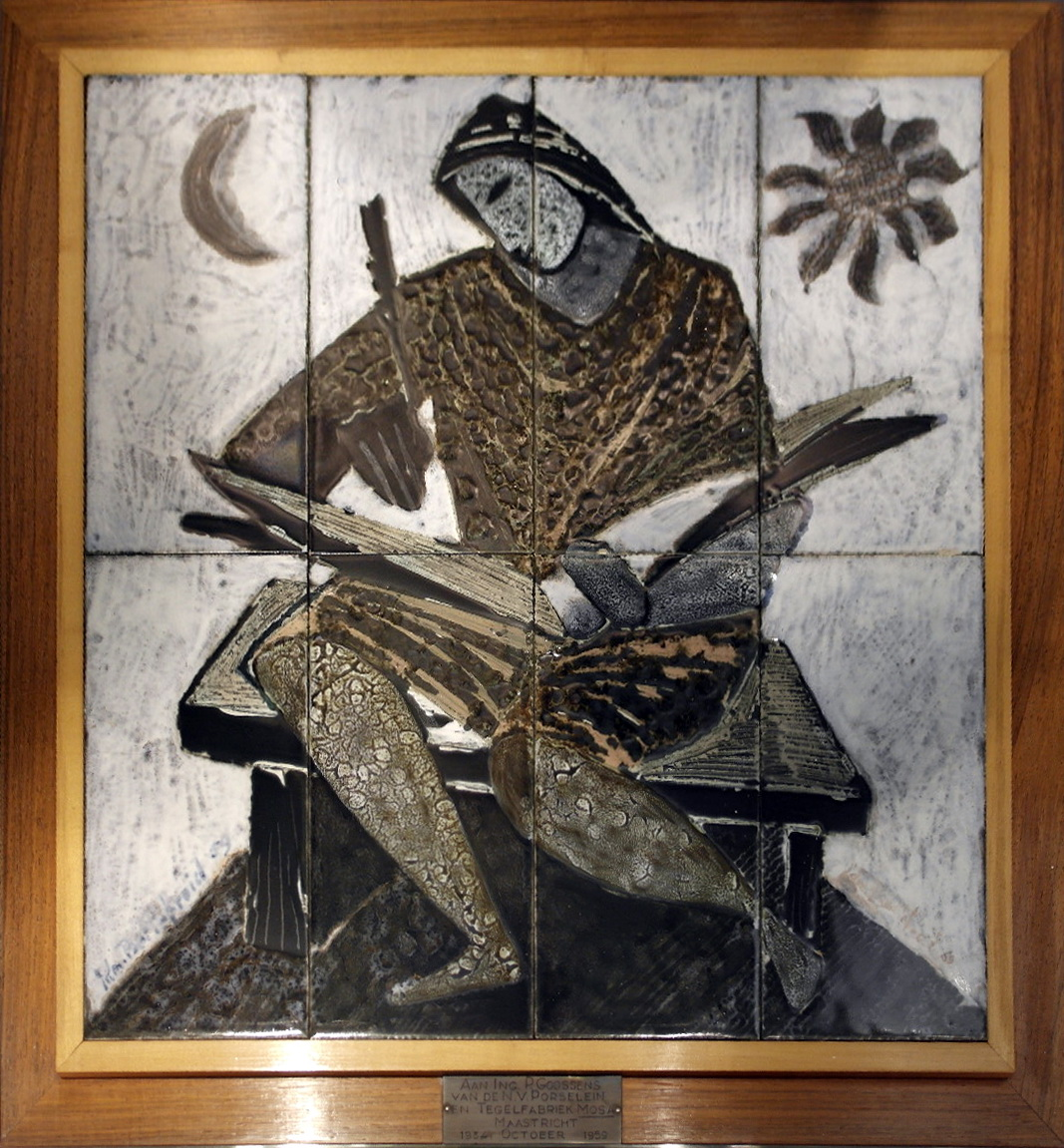
Tegeltableau, Mosa, 1959

- Biografisch Portaal: 85268192
- Gemeinsame Normdatei: 140283625
- International Standard Name Identifier: 0000 0000 8286 4857
- Library of Congress Control Number: no2010158360
- Nederlandse Thesaurus van Auteursnamen: 07173435X
- RKD-Nederlands Instituut voor Kunstgeschiedenis: 6220
- Système universitaire de documentation: 160273692
- Union List of Artist Names: 500740423
- Virtual International Authority File: 103816689
- WorldCat: E39PBJwMwKbbVbWP4PhQPWrQbd